# Philosophy of a Knife
Philosophy of a Knife (en russe : Философия ножа) est un film d'horreur russe réalisé par Andrey Iskanov et sorti en 2008.
Le film est basé sur l'Unité 731, l'unité militaire de recherche bactériologique de l'Armée impériale japonaise. Il contient des images d'archive ainsi que des interviews et des reconstitutions graphiques des expériences infligées par cette unité. 
Le film a une durée totale d'un peu plus de quatre heures et a été tourné en noir et blanc, excepté les interviews qui sont en couleur. Il est présenté en deux parties et est en anglais, les interviews étant sous-titrées. 
Tous les évènements reconstitués dans le film se sont produits.
Il a également été censuré dans de nombreux pays. Il reste interdit aux moins de 18 ans en France.